# Cavansiet
Het mineraal cavansiet is een gehydrateerd calcium-vanadium-silicaat met de chemische formule Ca(V5+O)Si4O10·4H2O. Het fylosilicaat behoort tot de mica's.

## Eigenschappen
Het groen- tot donkerblauwe cavansiet heeft een glasglans, een blauwwite streepkleur en een goede splijting volgens het kristalvlak [010]. De gemiddelde dichtheid is 2,25 en de hardheid is 3 tot 4. Het kristalstelsel is orthorombisch en het mineraal is niet radioactief.

## Naamgeving
De naam van het mineraal cavansiet is afgeleid van de samenstelling; de elementen calcium, vanadium en silica.

## Voorkomen
Het mineraal cavansiet komt met name voor in secundaire mineralisaties in andesieten en basalten. De typelocatie is nabij de Owyhee Dam in Malheur County, Oregon in de Verenigde Staten. Tegenwoordig is de Wagholi Groeve nabij Poona in India de belangrijkste vindplaats.